# Polypogon linearis
Polypogon linearis är en gräsart som beskrevs av Carl Bernhard von Trinius. Polypogon linearis ingår i släktet skäggrässläktet, och familjen gräs. Inga underarter finns listade i Catalogue of Life.